# Kranji Do
Kranji Do je naselje u comuna Cetinje, Muntenegru. Conform datelor de la recensământul din 2003, localitatea are 30 de locuitori (la recensământul din 1991 erau 34 de locuitori).

## Demografie
În satul Kranji Do locuiesc 25 de persoane adulte, iar vârsta medie a populației este de 49,5 de ani (42,4 la bărbați și 56,7 la femei). În localitate sunt 11 gospodării, iar numărul mediu de membri în gospodărie este de 2,73.
|  |

| Demografie | Demografie | Demografie |
| An         | Locuitori  | Locuitori  |
| ---------- | ---------- | ---------- |
|            |            |            |
|            |            |            |
|            |            |            |
|            |            |            |
| 1948       | 85         |            |
| 1953       | 94         |            |
| 1961       | 79         |            |
| 1971       | 88         |            |
| 1981       | 50         |            |
| 1991       | 34         | 34         |
| 2003       | 30         | 30         |

| \| Componența etnică conform recensământului din 2003[2] \| Componența etnică conform recensământului din 2003[2] \| Componența etnică conform recensământului din 2003[2] \| Componența etnică conform recensământului din 2003[2] \| Componența etnică conform recensământului din 2003[2] \| \| ----------------------------------------------------- \| ----------------------------------------------------- \| ----------------------------------------------------- \| ----------------------------------------------------- \| ----------------------------------------------------- \| \| \| \| \| \| \| \| Muntenegreni \| Muntenegreni \| \| 30 \| 100% \| \| necunoscută \| necunoscută \| \| 0 \| 0% \| |              |  |    |      |
| Componența etnică conform recensământului din 2003 |              |  |    |      |
| |              |  |    |      |
| Muntenegreni | Muntenegreni |  | 30 | 100% |
| necunoscută | necunoscută  |  | 0  | 0%   |